# Zillergrund
Der Zillergrund ist ein rund 20 km langes Seitental des Zillertals in den Zillertaler Alpen in Tirol. Das vom Oberlauf des Zillers durchflossene Tal ist der östlichste der „inneren Gründe“, in die sich das Zillertal bei Mayrhofen fächerartig verzweigt. Die Talung bildet weitgehend das Gemeindegebiet von Brandberg. Der oberste Abschnitt wird Zillergründl genannt.

## Geographie
Das Tal zieht sich von Mayrhofen (633 m ü. A.) in östlicher bis südöstlicher Richtung bis zur Reichenspitzgruppe und zum Zillertaler Hauptkamm, wo über das Heilig-Geist-Jöchl (2658 m ü. A.) ein hochalpiner Übergang ins Ahrntal besteht. Nach Süden zweigen mit dem Bodengrund, dem Sundergrund und der Hundskehle drei kleinere Seitentäler ab. Die Gerlosgruppe mit dem Brandberger Kolm (2700 m ü. A.) trennt den Zillergrund vom Gerlostal im Norden, der Ahornkamm mit der Ahornspitze (2973 m ü. A.) vom südwestlich gelegenen Stillupgrund. 
Unter den Nebentälern des Zillertals ist der Zillergrund das längste Tal. Es schließt zur imposanten Reichenspitzgruppe auf. Durch die Ruhe und Abgeschiedenheit ist es ein ideales Wandergebiet.

## Natur
Der Zillergrund ist ein tief eingeschnittenes Kerbtal, das nur an wenigen Stellen eine ebene Talsohle besitzt. Auf der südlichen Talseite reicht der hauptsächlich aus Fichten bestehende Nadelwald bis zum Talboden. Die Nordhänge sind unterhalb der begleitenden Terrasse ebenfalls bewaldet, auf den Terrassen und darüber finden sich Felder und Weiden. Es schließt ein Nadelwald mit Fichten und Waldföhren an, gefolgt von Gesträuch aus Wacholder, Sebenstrauch und Grünerle. Die südliche Talseite gehört zum Ruhegebiet Zillertaler und Tuxer Hauptkamm.
Zusammen mit dem Ahrntal ist der Zillergrund ein wichtiger Zugweg über den Alpenhauptkamm für zahlreiche Vogelarten, darunter Ringeltaube, Kuckuck, Mauersegler, Wiedehopf, Rauchschwalbe oder Dohle.

## Besiedelung und Erschließung

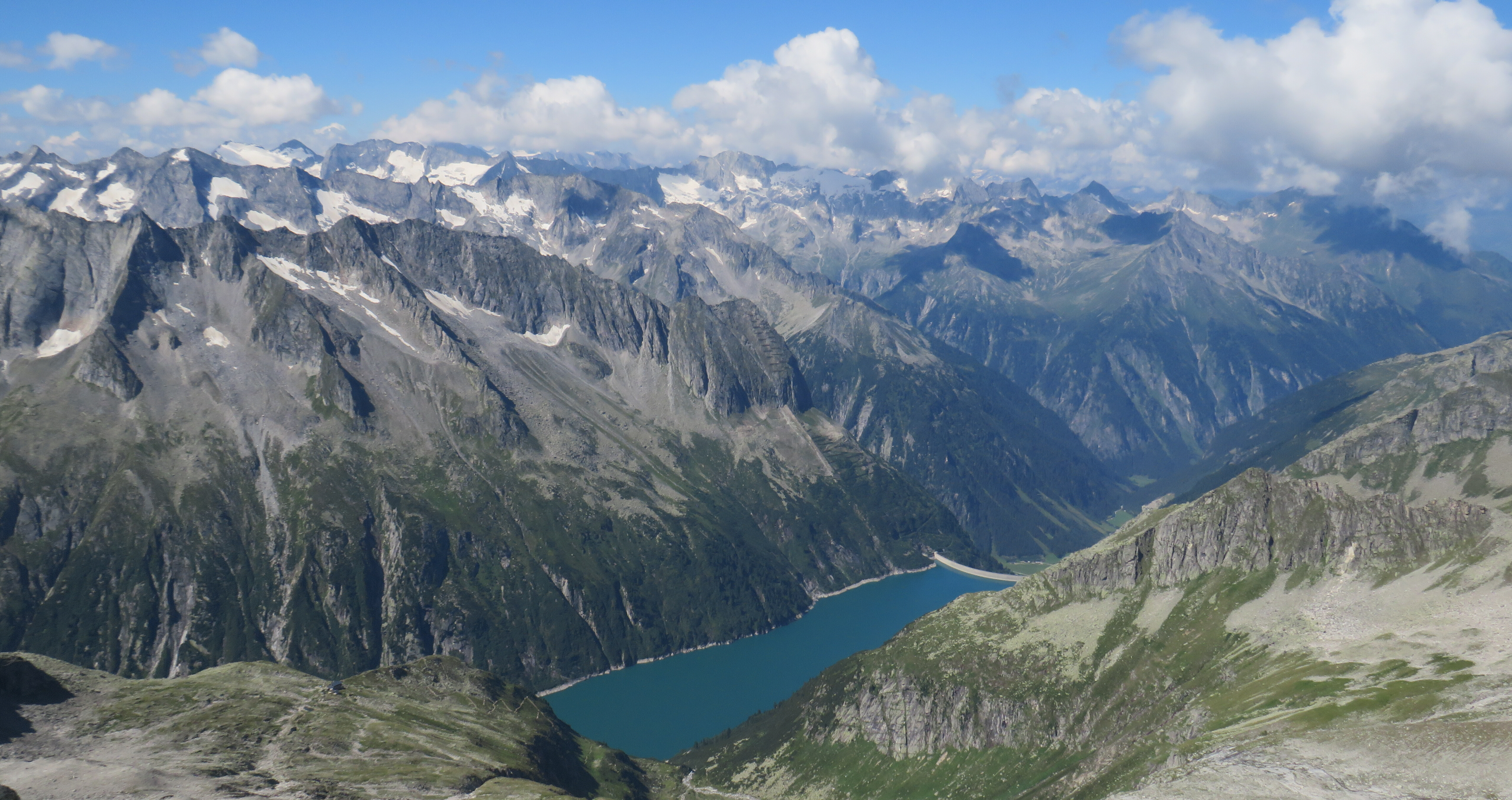
Der obere Zillergrund von Osten mit dem Speicher Zillergründl, dahinter die westlichen Zillertaler Alpen, links vorne die Plauener Hütte

Im 12. Jahrhundert (Spätmittelalter) wurde das Tal kultiviert und die ersten Schwaighöfe errichtet, aus denen sich der Ort Brandberg entwickelt hat, der nahe dem Talausgang auf einer Terrasse rund 250 m über dem Ziller liegt. Weiter taleinwärts finden sich nur einige zerstreute Häuser, Einzelhöfe und Almen, die ebenfalls zur Gemeinde Brandberg gehören. Im obersten Talabschnitt erstreckt sich auf 1850 m ü. A. der rund 3 km lange Speicher Zillergründl.
Nach Brandberg führt eine Landesstraße, die L330 Brandbergstraße, die den engen Talausgang durch den 2,1 km langen Brandbergtunnel umgeht. Das innere Tal ist durch eine 18 km lange Mautstraße erschlossen, die bis zum Parkplatz beim Gasthof Bärendbadalm von privaten Fahrzeugen befahren werden darf. In den Sommermonaten besteht ein Linienbusverkehr von Mayrhofen bis hinauf zur Dammkrone der Staumauer des Speichers Zillergründl. Über eine Forststraße, die vom Staudamm ostseitig am Stausee vollständig vorbeiführt, kann der hinterste Talabschnitt erreicht werden, daran anschließend leitet ein alpiner Wanderweg hinüber über das Heilig-Geist-Jöchl ins Südtiroler Ahrntal nach Kasern.

## Alpinismus

### Wanderungen
Im Tal gibt es eine Reihe von Wanderungen, deren Schwierigkeit von einfach bis ambitioniert ist. So gibt es im Sundergrund entlang des Baches einen leichten Wanderweg in abgeschiedener Natur. Man muss nur 450 m im Auf- bzw. Abstieg überwinden, um die 10,8 km zu bewältigen. Man kommt an der bewirtschafteten Kainzelalm vorbei, kann aber auch bis zur Mitterhüttenalm weitergehen. Etwas ambitionierter ist ein Rundweg am Speicher Zillergrund vorbei und in einem großen Bogen zur Plauenerhütte. In dieser Rundtour über dem Zillergründl sind etwa 700 Höhenmeter und 15,7 km zu bewältigen. Nur für geübte Geher ist hingegen der Aufstieg auf die Ahornspitze (2973 m), es sind noch 1100 Höhenmeter im Auf- und Abstieg zu bewältigen, nachdem man die Seilbahn von Mayrhofen verlassen hat. Bei dieser Tour kommt an der Karl-von-Edel-Hütte vorbei.

### Bouldern und Klettern
Weit hinten im Zillergrund gibt es zwei große Bouldergebiete mit einer großen Auswahl an Boulderproblemen: den Zillergrunder Wald in einem natürlichen Wald, der auch im Sommer kühl bleibt. Das zweite Bouldergebiet liegt im Sundergrund, wo auf einer Almwiese die Blöcke verteilt sind. Dies ist ein familienfreundliches Gebiet mit einem Absprunggelände auf Gras. Die Klettergebiete liegen an den Wänden des Zillergrundes: Das Gebiet Fürstein ist eines der ältesten Gebiete im Tal, während die Schwarze Wand vor allem schwere Routen bietet.

Zillergrund
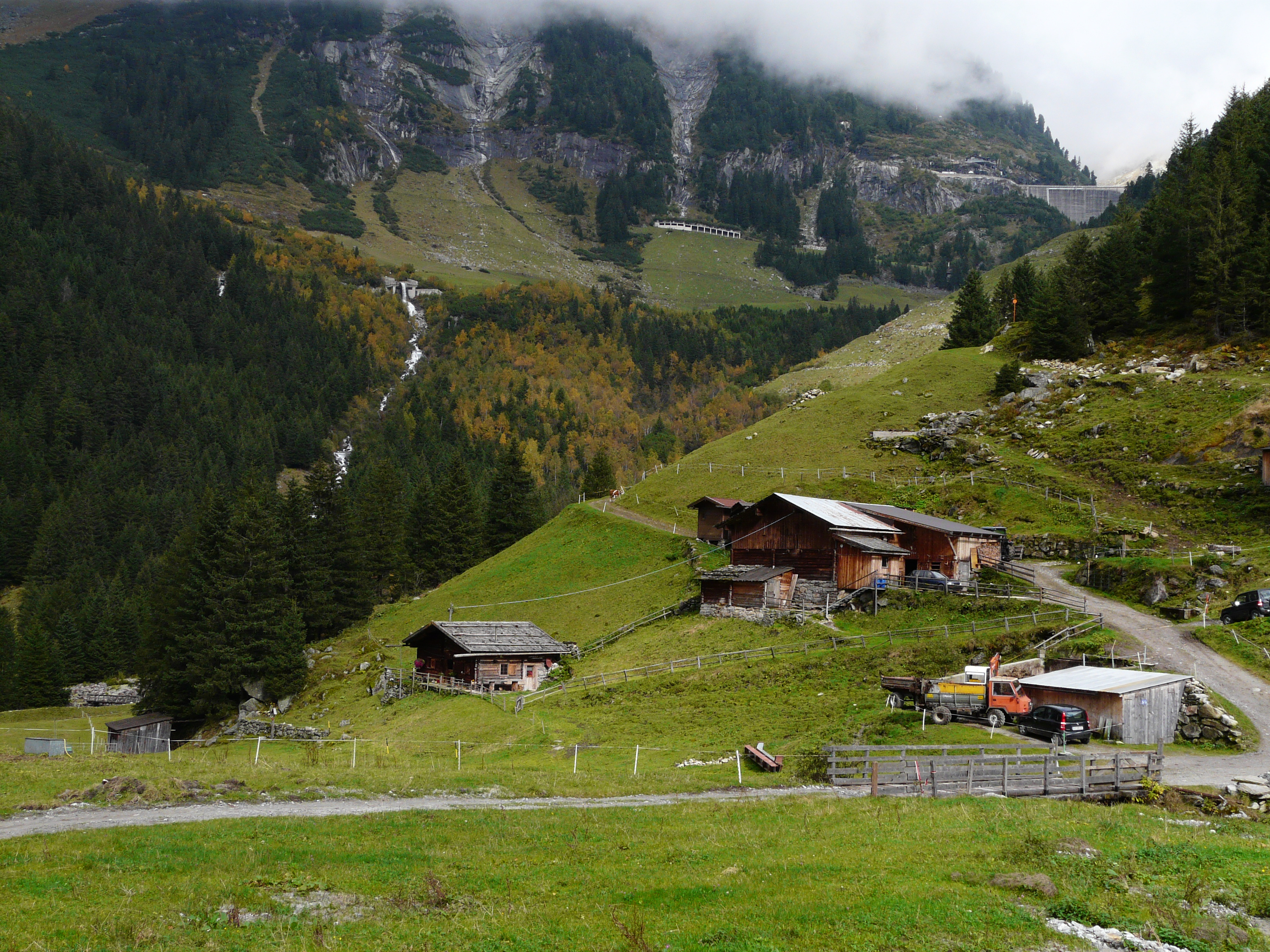
Sulzenalm mit Staumauer im Hintergrund
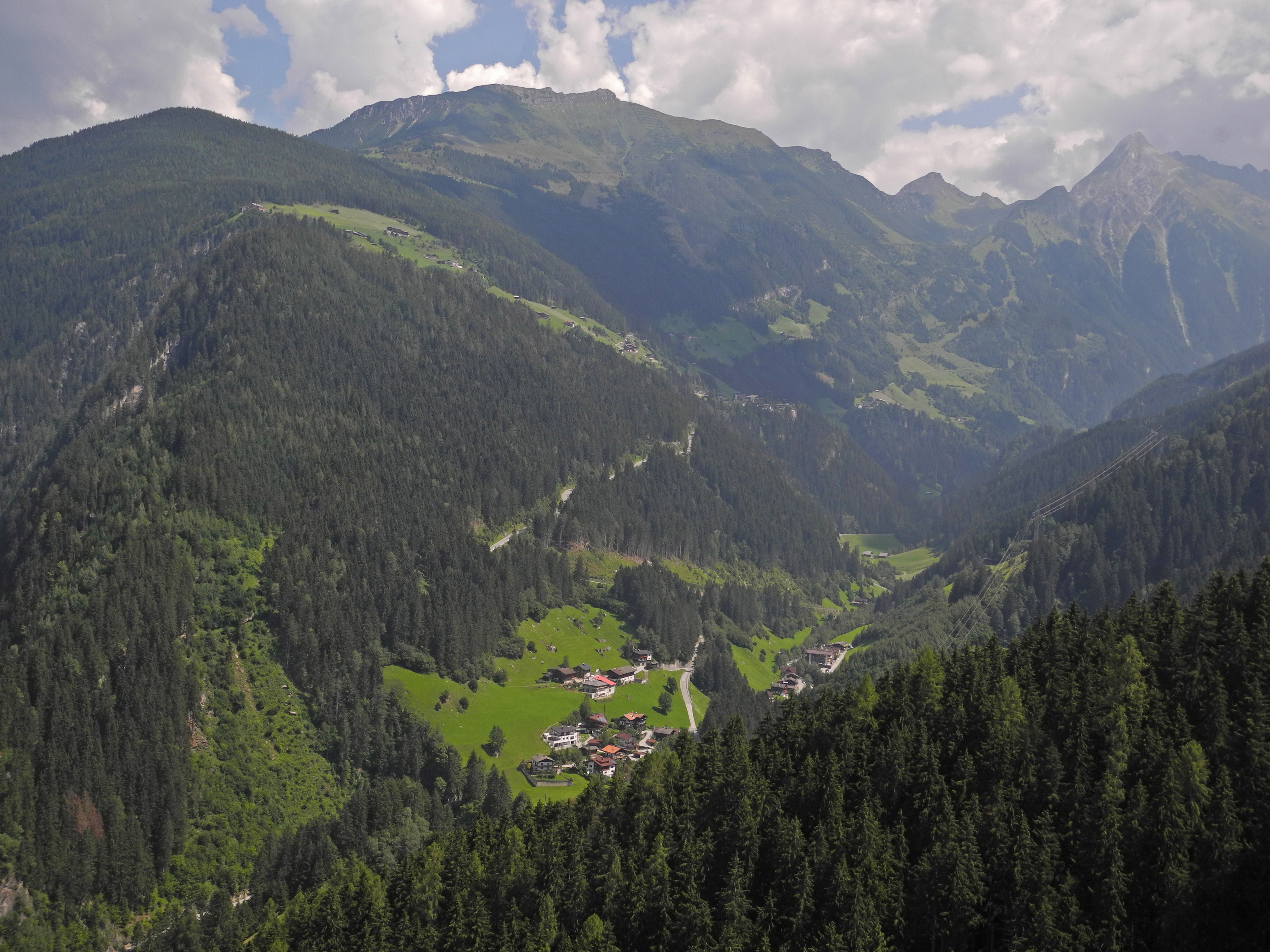
Blick ins Zillergründl
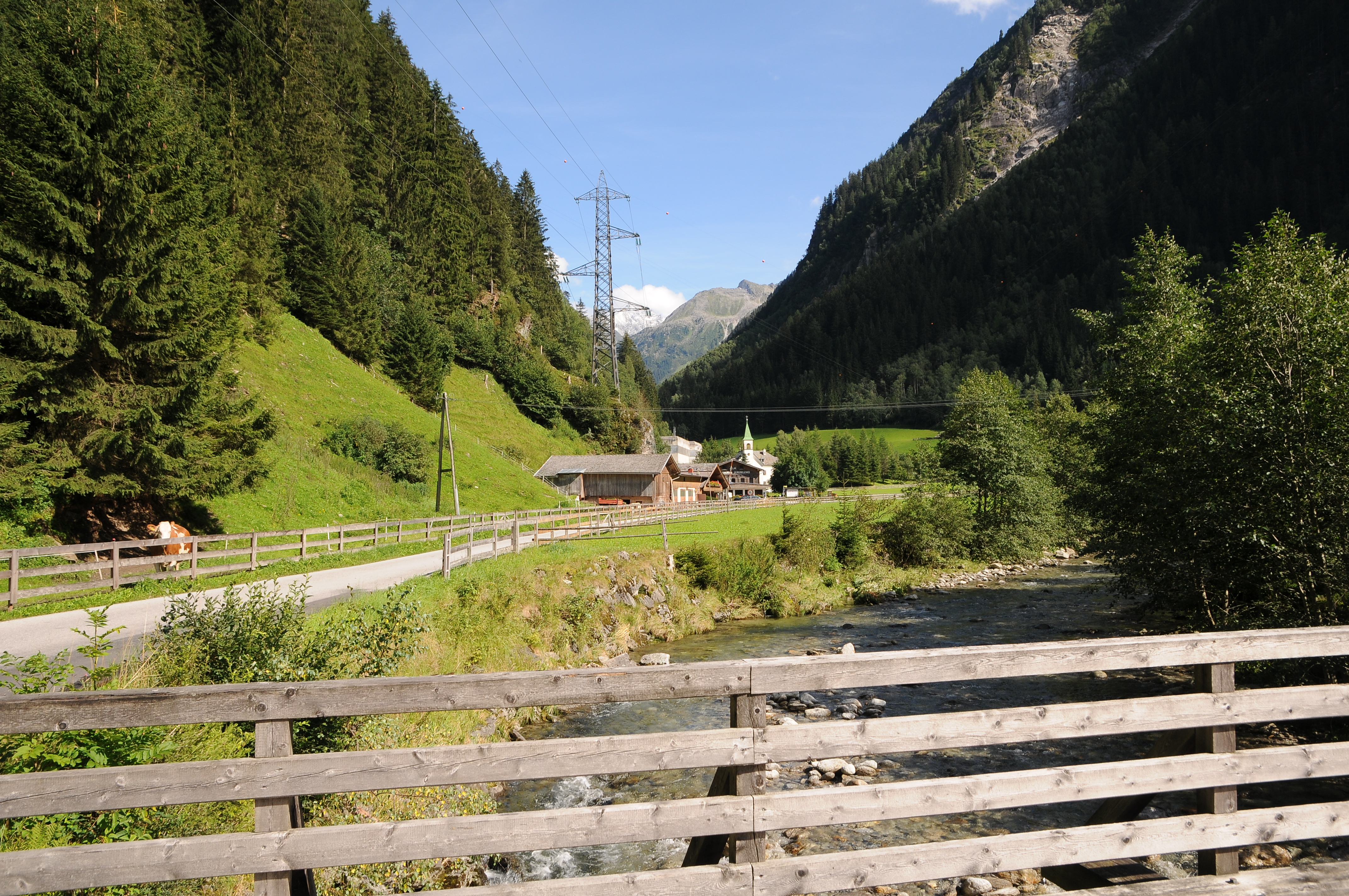
Häusling im Zillergrund